# Anton Biehl
Diedrich Christoffer Anton Biehl (* 12. Mai 1788 in Dingen (heute Imsum); † 20. Dezember 1835 ebenda) entstammte einer Beamten- und Hofbesitzerfamilie. 1812 wurde er durch den französischen Unterpräfekten zum Munizipalrat der Commune Wremen berufen. Dennoch war er erklärter Gegner der französischen Herrschaft und wurde Widerstandskämpfer des Landes Wursten während der Franzosenzeit zwischen 1803 und 1813.

## Freiheitskampf
Die Bewohner Lehes und des nördlich davon gelegenen Landes Wursten litten während der französischen Herrschaft unter Einquartierungen, Steuern und Zöllen sowie Kriegsdiensten. Von 1806 bis 1813 bestand zudem die Kontinentalsperre. Ende 1810 annektierte Napoleon neben anderen Gebieten auch das Land Wursten und gliederte es in das zum 1. Januar 1811 neu geschaffene Département des Bouches-du-Weser (dt. Departement Wesermündung) ein.

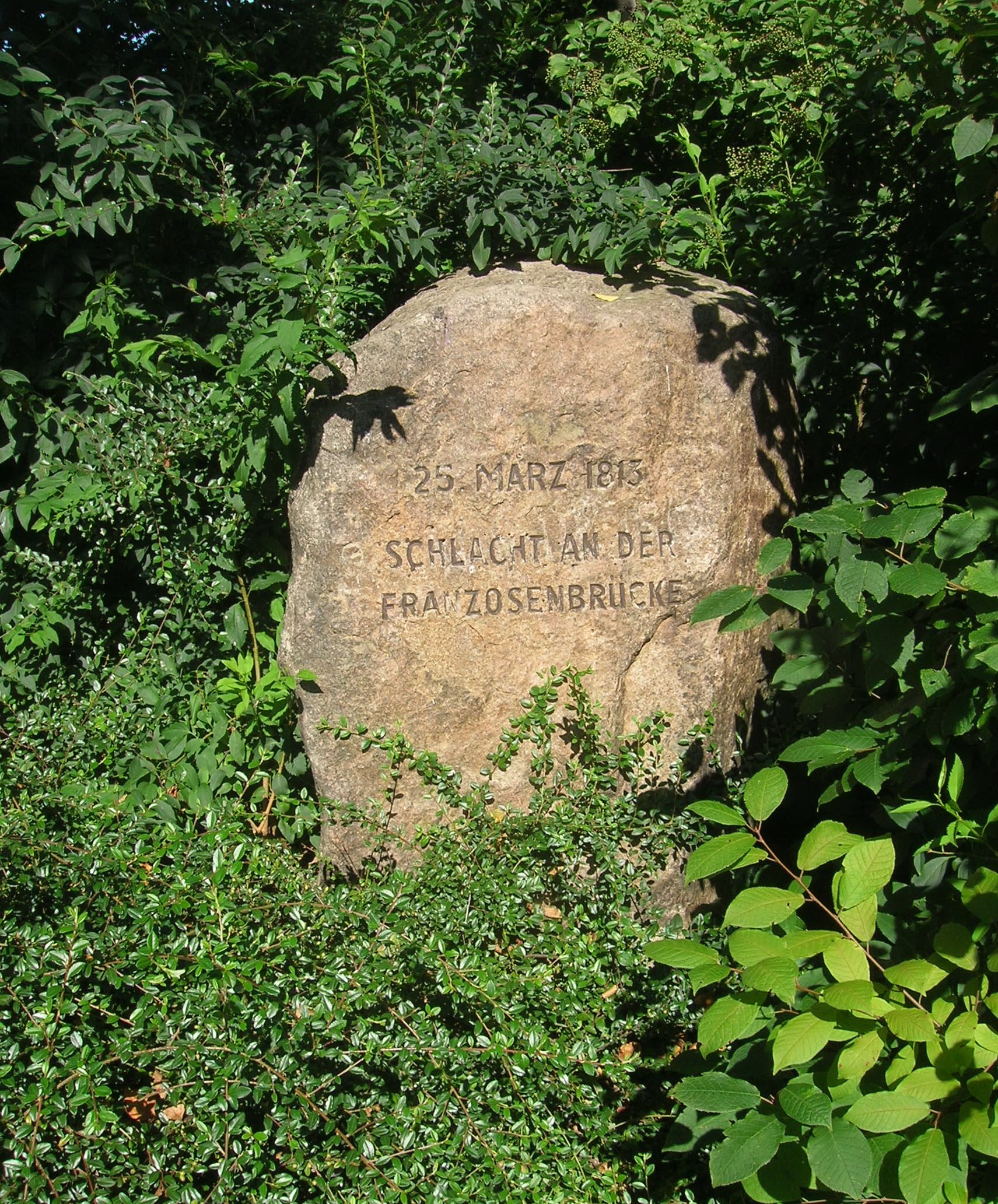
Der Franzosenstein von 1913 in Bremerhaven-Lehe erinnert an die Schlacht an der Franzosenbrücke 1813.

Unter der Führung von Anton Biehl und Johann Rickweg aus Lehe – wegen seiner grünen Kleidung Jan Grön genannt – hatten sich im Land Wursten Bauern, Fischer und Schiffer zum Geheimbund Schwarzer Fisch zusammengeschlossen und Vorbereitungen für einen Aufstand gegen die Franzosen getroffen. Nächtlicher Treffpunkt des Geheimbundes war die Bartholomäuskirche in Imsum, auch Ochsenkirche genannt. Anfang 1813 wurde die militärische Niederlage der französischen Armee in Russland bekannt. Danach kam es auch in Lehe zu einer Erhebung. Unter Führung von Biehl und Rickweg wurde die französische Besatzung am 12. und 14. März 1813 aus Lehe vertrieben, am 17. März 1813 wurde die Batterie an der Geestemündung zur Übergabe gezwungen.
Der französische General St. Cyr setzte jedoch aus Bremen 700 Soldaten mit Artillerie und Reiterei in Bewegung, um die Ordnung in Lehe wiederherzustellen. Die Leher Seite war inzwischen durch von Helgoland über Cuxhaven kommende englische Soldaten verstärkt worden. Die Leher hatten auf der Geestendorfer Seite die Planken der Brücke über die Geeste entfernt und auf Leher Seite die Zugbrücke hochgezogen. Am 25. März 1813 kam es dann zu einem Gefecht zwischen den Aufständischen und den heranrückenden Franzosen, bei dem 150 französische Soldaten erschossen wurden. Nachdem den Lehern, Wurstern und ihren Verbündeten nach zwei Stunden die Munition ausging, gelang es den Franzosen, die Geeste zu überqueren und die Brücke wieder passierbar zu machen. Die Franzosen massakrierten viele Überlebende und plünderten die Orte. Die Kämpfe werden Schlacht an der Franzosenbrücke genannt. Der Franzosenstein von 1913 erinnert an die Schlacht, von der im Historischen Museum Bremerhaven ein Diorama zu sehen ist.
Anton Biehl gelang die Flucht. Er schloss sich der King’s German Legion (auch hannoversche Landwehr genannt) an und erhielt den Rang eines Lieutenant. Damals bestand die Personalunion zwischen Großbritannien und Hannover. Seinen Dienst versah er auf Helgoland.

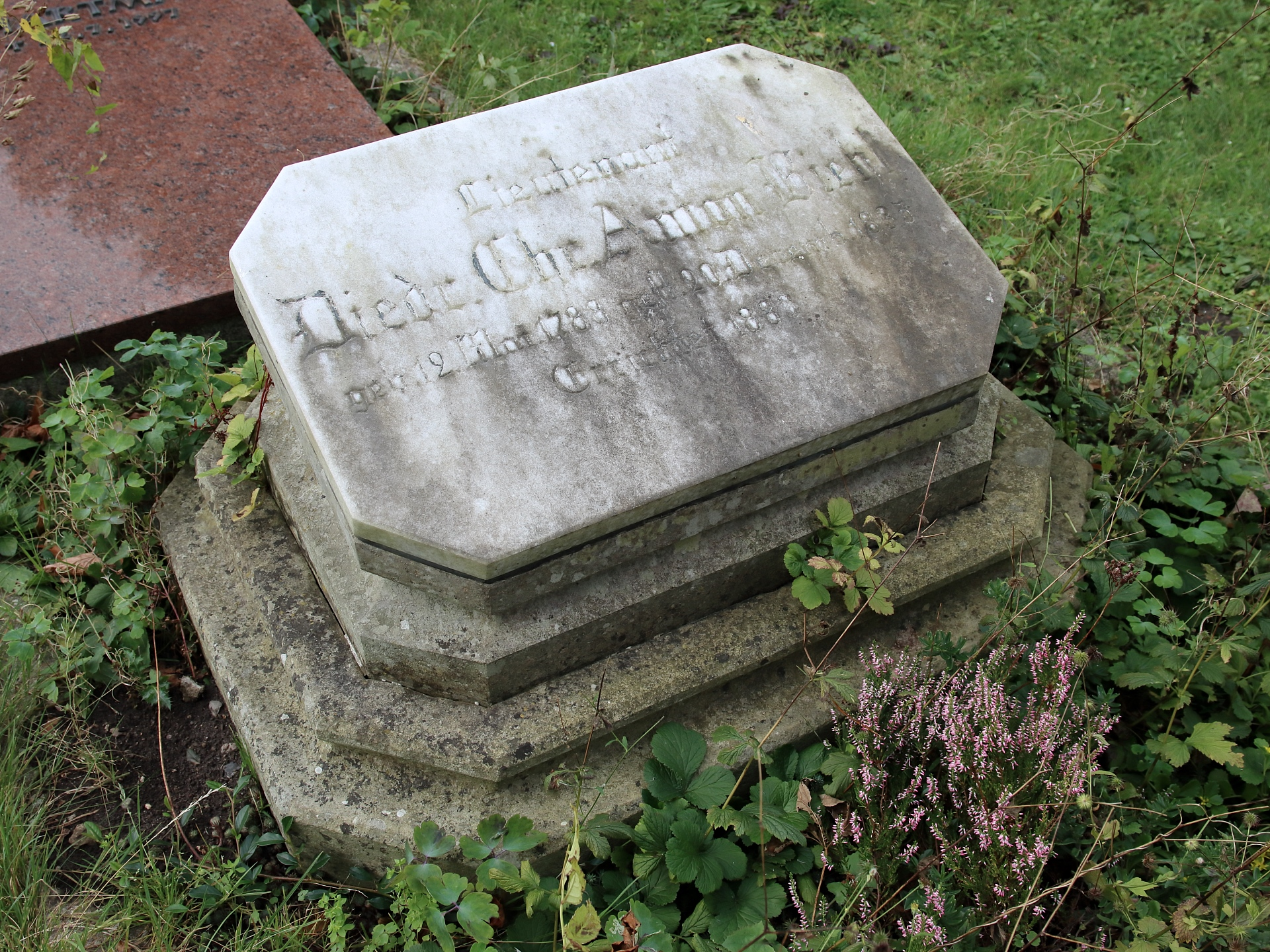
Grabstein für Anton Biehl auf dem Friedhof am Ochsenturm in Imsum.

Seinen über Jahre vernachlässigten Hof musste er angesichts der aufgelaufenen Schulden und einiger Missernten 1830 aufgeben. Am 20. Dezember 1835 starb er in Dingen auf dem Hof des Landwirtes Jürgens an einer Lungenentzündung. Begraben wurde er auf dem Friedhof der Bartholomäuskirche in Imsum, von dem nach dem Abriss des Kirchenschiffes 1895 nur noch der Ochsenturm erhalten ist.

## Ehrungen

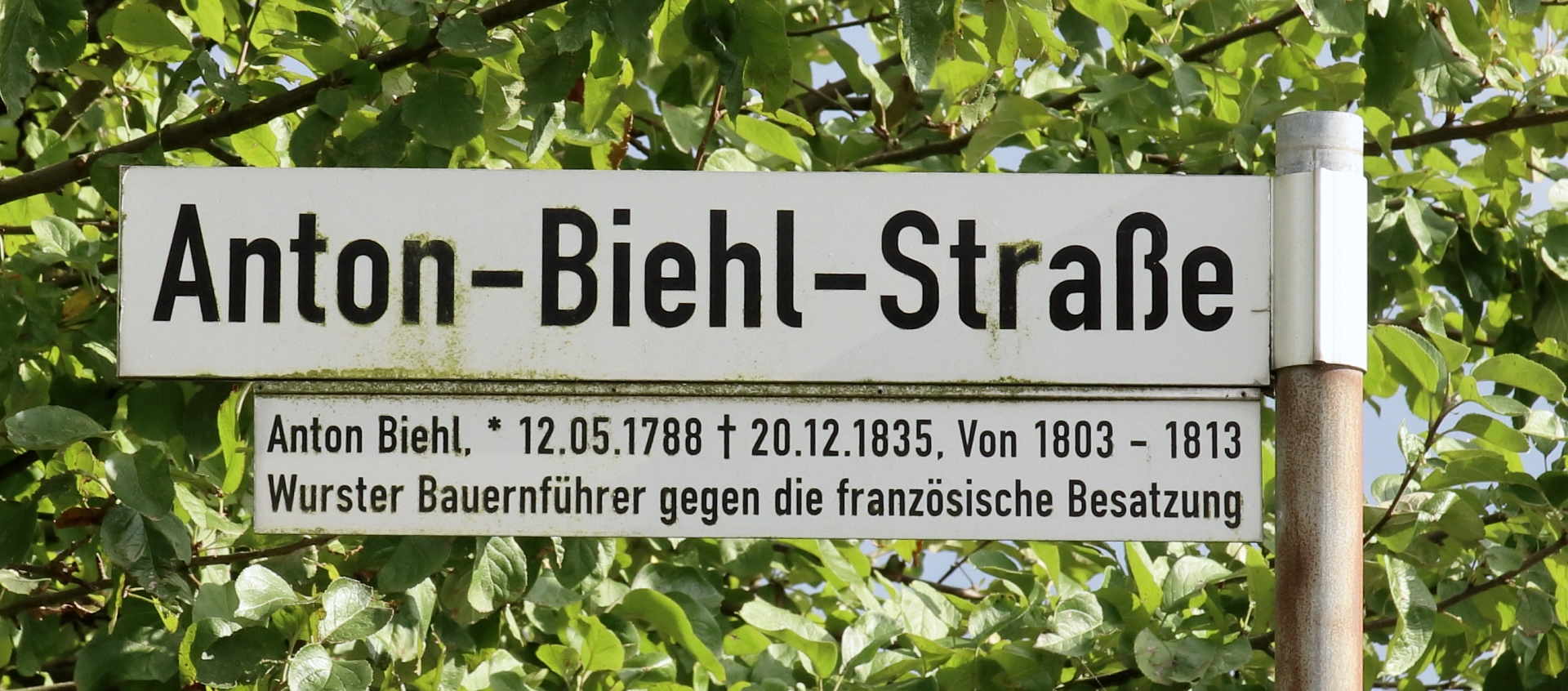
Anton-Biehl-Straße in Imsum, Straßenschild mit Erläuterung

Sowohl im Bremerhavener Stadtteil Lehe als auch in Imsum (Stadt Geestland) erinnern eine Anton-Biehl-Straße und eine Jan-Grön-Straße an die beiden Freiheitskämpfer. In Wremen-Schottwarden (Gemeinde Wurster Nordseeküste) gibt es ebenfalls eine Anton-Biehl-Straße.